# Damian Iglesias
Damian Iglesias Vilela (ur. 28 lipca 1993) – hiszpański zapaśnik walczący w stylu wolnym. Zajął piąte miejsce na mistrzostwach Europy w 2022. Srebrny medalista mistrzostw śródziemnomorskich w 2016 i brązowy w 2015 roku.